# 葉叔華
葉 叔華（よう  しゅくか、1927年6月21日 - ）は、中華人民共和国の女性天文学者。広東省広州市出身。中国科学院院士。

## 経歴
原籍は広東省順徳県で、1927年6月21日に広東省広州市に生まれた。1945年に中山大学数学天文系に入学した。1949年を卒業。1951年、中国科学院紫金山天文台の徐家匯観象台に勤務する。1981年、中国科学院上海天文台台長に就任。同年には国際天文台連合会副主席を兼務する。

## 栄典
- 1980年、中国科学院院士[2]
- 1985年、王立天文学会外籍会員

## 受賞
- 1981年、中国科学院科学技術進歩賞一等賞
- 1982年、国家自然科学賞二等賞
- 1987年、中国科学院科学技術進歩賞一等賞
- 1997年、何梁何利基金科学と技術進歩賞
- 2002年、上海市科学技術進歩賞一等賞

## 家族
- 夫：程極泰